# لوران بودوان
لوران بودوان هو شخصية أعمال كندي، ولد في 13 مايو 1938 في لويرر ستيشن في كندا.